# Nati nel 1922/Dicembre
| Questa pagina contiene informazioni ricavate automaticamente dalle voci biografiche con l'ausilio del template Bio e di un bot. L'aggiornamento è periodico e automatico e ricostruisce completamente la pagina. Se manca una persona in questa lista, sei pregato di non aggiungerla, ma accertati piuttosto che la sua voce biografica contenga il template Bio e che i dati anagrafici siano correttamente compilati. Se il template Bio manca, inseriscilo tu stesso o, in alternativa, metti l'avviso {{tmp\|Bio}} che ne segnala la mancanza. Se i dati riportati sono sbagliati, correggi direttamente la voce biografica; le modifiche saranno visibili in questa lista entro pochi giorni. Per chiarimenti vedi il progetto biografie. La lista contiene solo le 182 persone che sono citate nell'enciclopedia e per le quali è stato implementato correttamente il template Bio. Pagina aggiornata al 18 lug 2025. |

- 1º dicembre - Vsevolod Bobrov, allenatore di calcio, calciatore e hockeista su ghiaccio sovietico († 1979)
- 1º dicembre - Nikita Kurichin, regista sovietico († 1968)
- 1º dicembre - Bruno Maier, critico letterario italiano († 2001)
- 1º dicembre - Miomir Petrović, calciatore jugoslavo († 2002)
- 1º dicembre - Paul Picerni, attore e militare statunitense († 2011)
- 2 dicembre - Giuseppe Coniglio, poeta italiano († 2006)
- 2 dicembre - Charles Diggs, politico statunitense († 1998)
- 2 dicembre - Leo Gordon, attore e sceneggiatore statunitense († 2000)
- 2 dicembre - Fred Jacobs, cestista statunitense († 2008)
- 2 dicembre - Jean-Charles, umorista e scrittore francese († 2003)
- 2 dicembre - Ekaterina Kalinčuk, ginnasta sovietica († 1997)
- 2 dicembre - Guido Pancaldi, personaggio televisivo svizzero († 2011)
- 2 dicembre - Lorenzo Vellutini, calciatore e allenatore di calcio italiano
- 3 dicembre - Tom Fears, giocatore di football americano e allenatore di football americano statunitense († 2000)
- 3 dicembre - Sven Nykvist, direttore della fotografia svedese († 2006)
- 4 dicembre - Luis Fernando Castillo Mendez, vescovo venezuelano († 2009)
- 4 dicembre - Giuliano Grandi, allenatore di calcio e calciatore italiano († 1963)
- 4 dicembre - Gérard Philipe, attore francese († 1959)
- 4 dicembre - Vittorio Dan Segre, diplomatico, scrittore e giornalista israeliano († 2014)
- 5 dicembre - Benjamin Creme, pittore e scrittore scozzese († 2016)
- 5 dicembre - Bill Davidson, imprenditore e dirigente sportivo statunitense († 2009)
- 5 dicembre - Grigorij Grigor'evič Nikulin, regista sovietico († 2007)
- 5 dicembre - Donald Irwin Robertson, pianista e cantautore statunitense († 2015)
- 5 dicembre - Tony Skyrme, fisico britannico († 1987)
- 6 dicembre - Romano Apollonio, alpinista e pattinatore di velocità su ghiaccio italiano († 1945)
- 6 dicembre - Enrico Bonino, poeta e scrittore italiano († 2005)
- 6 dicembre - Ben Gilman, politico statunitense († 2016)
- 6 dicembre - Martino Padovan, bobbista italiano
- 6 dicembre - Guy Thys, allenatore di calcio e calciatore belga († 2003)
- 7 dicembre - Luciano Bianchi Scarella, pittore italiano († 2017)
- 7 dicembre - Simon Hantaï, pittore ungherese († 2008)
- 7 dicembre - Rogério Lantres de Carvalho, calciatore portoghese († 2019)
- 7 dicembre - Vladimir Aleksandrovič Nazarov, regista sovietico († 2001)
- 7 dicembre - Maria Luisa Spaziani, poetessa, traduttrice e aforista italiana († 2014)
- 8 dicembre - Cesare Emiliani, geologo italiano († 1995)
- 8 dicembre - Marius Eriksen, aviatore, sciatore alpino e allenatore di sci alpino norvegese († 2009)
- 8 dicembre - Lucian Freud, pittore tedesco († 2011)
- 8 dicembre - Fausta Giani Cecchini, politica italiana († 2004)
- 8 dicembre - Amleto Monsellato, politico italiano († 1999)
- 8 dicembre - Jean Porter, attrice statunitense († 2018)
- 8 dicembre - Jean Ritchie, cantautrice statunitense († 2015)
- 9 dicembre - Semavi Eyice, storico dell'arte e archeologo turco († 2018)
- 9 dicembre - Piero Garino, pittore italiano († 2009)
- 9 dicembre - Redd Foxx, attore, comico e cantante statunitense († 1991)
- 9 dicembre - Mario Toros, sindacalista e politico italiano († 2018)
- 9 dicembre - Jenő Vinyei, calciatore ungherese († 1976)
- 10 dicembre - Edith Ballantyne, attivista ceca († 2025)
- 10 dicembre - George Knobel, allenatore di calcio olandese († 2012)
- 10 dicembre - Agnes Nixon, autrice televisiva e produttrice televisiva statunitense († 2016)
- 10 dicembre - Franco Pisano, compositore, direttore d'orchestra e chitarrista italiano († 1977)
- 10 dicembre - Harry Siljander, pugile finlandese († 2010)
- 10 dicembre - Pierre de Villemarest, giornalista e scrittore francese († 2008)
- 11 dicembre - Dilip Kumar, attore indiano († 2021)
- 11 dicembre - Peter Mazur, fisico olandese († 2001)
- 11 dicembre - Vittorio Meoni, partigiano e politico italiano († 2017)
- 11 dicembre - Grīgorīs Mpithikōtsīs, cantautore greco († 2005)
- 11 dicembre - Grace Paley, scrittrice, poetessa e attivista statunitense († 2007)
- 11 dicembre - Ronald Roberts, nuotatore britannico († 2012)
- 11 dicembre - Maila Nurmi, modella, attrice e personaggio televisivo finlandese († 2008)
- 12 dicembre - Germano Baron, partigiano e militare italiano († 1945)
- 12 dicembre - Vasilij Borisov, tiratore a segno sovietico († 2003)
- 12 dicembre - Július Schubert, calciatore ungherese († 1949)
- 12 dicembre - Iris Versari, partigiana italiana († 1944)
- 13 dicembre - Luciano Bonanni, attore italiano († 1991)
- 13 dicembre - Marie-Jane Pruvot, politica francese († 2022)
- 14 dicembre - Félix Assunção Antunes, calciatore portoghese († 1998)
- 14 dicembre - Nikolaj Gennadievič Basov, fisico sovietico († 2001)
- 14 dicembre - Alfredo Bianchini, attore, cantante e regista italiano († 2001)
- 14 dicembre - Luciano Bianciardi, scrittore, giornalista e traduttore italiano († 1971)
- 14 dicembre - Francesco Corrao, psichiatra e psicoanalista italiano († 1994)
- 14 dicembre - Sergio Marcianò, presbitero, compositore e organista italiano († 2007)
- 14 dicembre - Károly Németh, politico ungherese († 2008)
- 14 dicembre - Karl Radermacher, militare tedesco († 2016)
- 14 dicembre - Don Roper, calciatore inglese († 2001)
- 14 dicembre - Aride Rossi, sindacalista e politico italiano († 2011)
- 14 dicembre - Roy Schafer, psicoanalista e psicologo statunitense († 2018)
- 15 dicembre - Juan Carlos Colman, calciatore argentino († 1999)
- 15 dicembre - Angelika Hauff, attrice austriaca († 1983)
- 15 dicembre - Peter Kolosimo, scrittore e giornalista italiano († 1984)
- 15 dicembre - Belkacem Krim, militare e politico algerino († 1970)
- 15 dicembre - Pietro Lezzi, politico italiano († 2013)
- 15 dicembre - Luciano Fabio Stirati, politico italiano († 2020)
- 15 dicembre - Bob Todd, attore, comico e personaggio televisivo britannico († 1992)
- 16 dicembre - Luciana Plaino, cestista italiana († 2017)
- 16 dicembre - Arnaldo D'Addario, archivista e storico italiano († 2006)
- 17 dicembre - Alfredo Arroyave, cestista ecuadoriano († 1983)
- 17 dicembre - Fausto Maria Liberatore, pittore e politico italiano († 2004)
- 17 dicembre - Claude Ollier, scrittore francese († 2014)
- 17 dicembre - Amerigo Petrucci, politico italiano († 1983)
- 17 dicembre - Mario Rigamonti, calciatore italiano († 1949)
- 17 dicembre - Branko Stinčić, calciatore jugoslavo († 2001)
- 18 dicembre - Ivor Broadis, calciatore e allenatore di calcio inglese († 2019)
- 18 dicembre - Jack Brooks, politico statunitense († 2012)
- 18 dicembre - Marija Dolina, aviatrice sovietica († 2010)
- 18 dicembre - Elio Fregonese, partigiano, sindacalista e politico italiano († 2002)
- 18 dicembre - Esther Lederberg, microbiologa statunitense († 2006)
- 18 dicembre - Mario Maldesi, direttore del doppiaggio, dialoghista e attore italiano († 2012)
- 18 dicembre - Wilbur Schu, cestista statunitense († 1980)
- 18 dicembre - Klaus Schwarzkopf, attore e doppiatore tedesco († 1991)
- 18 dicembre - Cesare Valletti, tenore italiano († 2000)
- 19 dicembre - Marian Biskup, storico polacco († 2012)
- 19 dicembre - Niels Holst-Sørensen, velocista e mezzofondista danese († 2023)
- 19 dicembre - Georg Monsen, allenatore di calcio e calciatore norvegese († 2015)
- 19 dicembre - Angiolo Silvio Ori, giornalista italiano († 2004)
- 19 dicembre - Marialfredo Sbriziolo, architetto e docente italiano († 2014)
- 20 dicembre - Charita Bauer, attrice televisiva statunitense († 1985)
- 20 dicembre - Armando Farro, calciatore argentino († 1982)
- 20 dicembre - Silvio Gallazzi, calciatore italiano
- 20 dicembre - Tom Gries, regista, sceneggiatore e produttore cinematografico statunitense († 1977)
- 20 dicembre - Beverly Pepper, scultrice e pittrice statunitense († 2020)
- 20 dicembre - Sergio Serafini, partigiano italiano († 1944)
- 20 dicembre - Tony Vaccaro, fotografo statunitense († 2022)
- 21 dicembre - Paolo Borciani, violinista italiano († 1985)
- 21 dicembre - Gianna Ciao, partigiana, fotografa e scrittrice italiana († 2008)
- 21 dicembre - Alberto Dalla Volta, italiano († 1945)
- 21 dicembre - Roberto Fazi, giornalista italiano († 2001)
- 21 dicembre - Albano Pereira, calciatore portoghese († 1990)
- 21 dicembre - Guido Strazza, artista italiano
- 21 dicembre - Paul Winchell, doppiatore e attore statunitense († 2005)
- 22 dicembre - Elisabetta di Lussemburgo, principessa lussemburghese († 2011)
- 22 dicembre - Jean Malaurie, esploratore, geografo e cartografo francese († 2024)
- 22 dicembre - Juan Antonio Ortega, calciatore spagnolo
- 22 dicembre - Brownie Mary, attivista statunitense († 1999)
- 22 dicembre - Ruth Roman, attrice statunitense († 1999)
- 22 dicembre - Odd Wang Sørensen, calciatore norvegese († 2004)
- 22 dicembre - Jack Smiley, cestista e allenatore di pallacanestro statunitense († 2000)
- 22 dicembre - Sauro Taiti, calciatore italiano († 1990)
- 22 dicembre - Jim Wright, politico statunitense († 2015)
- 23 dicembre - Jean Marie Bosser, botanico francese († 2013)
- 23 dicembre - Filippo Grandi, politico e avvocato italiano
- 23 dicembre - Micheline Ostermeyer, discobola, pesista e altista francese († 2001)
- 23 dicembre - Pastor Rodríguez, ciclista su strada spagnolo
- 23 dicembre - Alberto Testa, danzatore e coreografo italiano († 2019)
- 23 dicembre - Calder Willingham, scrittore e sceneggiatore statunitense († 1995)
- 24 dicembre - Theo Braun, pittore e grafico austriaco († 2006)
- 24 dicembre - Renato Brighenti, calciatore italiano († 1982)
- 24 dicembre - Ava Gardner, attrice statunitense († 1990)
- 24 dicembre - Artemio Giovagnoni, scultore, medaglista e commediografo italiano († 2007)
- 24 dicembre - Jonas Mekas, regista, poeta e artista lituano († 2019)
- 24 dicembre - Ferdinando Salvalai, antifascista e partigiano italiano († 1944)
- 25 dicembre - Luigi Asti, allenatore di calcio e calciatore italiano († 1977)
- 25 dicembre - William Demby, scrittore statunitense († 2013)
- 25 dicembre - Boris Goldstein, violinista e insegnante sovietico († 1987)
- 25 dicembre - Mohammed Aziz Lahbabi, filosofo, scrittore e poeta marocchino († 1993)
- 25 dicembre - Tito LeDuc, attore e coreografo messicano († 1998)
- 25 dicembre - Félix Loustau, calciatore argentino († 2003)
- 26 dicembre - Alfred Dennis, attore statunitense († 2016)
- 26 dicembre - Asdrúbal Fontes Bayardo, pilota automobilistico uruguaiano († 2006)
- 26 dicembre - Antonio Grilli, politico italiano († 2005)
- 26 dicembre - Alfredo Ragona, calciatore italiano
- 26 dicembre - Viktor Aleksandrovič Sadovskij, regista sovietico († 1997)
- 26 dicembre - Rune Öberg, pallanuotista svedese († 2002)
- 27 dicembre - Miller Anderson, tuffatore e militare statunitense († 1965)
- 27 dicembre - Giuseppe Castoldi, politico italiano († 1990)
- 27 dicembre - Pietro Cavezzale, militare italiano († 1943)
- 27 dicembre - Carlo Alberto Chiesa, regista, montatore e sceneggiatore italiano († 1960)
- 27 dicembre - Dike Eddleman, cestista e altista statunitense († 2001)
- 27 dicembre - Juan José Gerardi Conedera, vescovo cattolico guatemalteco († 1998)
- 27 dicembre - Bob Hubbard, cestista statunitense († 2011)
- 27 dicembre - Ferdinando Tacconi, fumettista italiano († 2006)
- 28 dicembre - François Bourricaud, sociologo francese († 1991)
- 28 dicembre - Ivan Desny, attore svizzero († 2002)
- 28 dicembre - Stan Lee, fumettista, scrittore e editore statunitense († 2018)
- 28 dicembre - Giovanni Marcora, partigiano, imprenditore e politico italiano († 1983)
- 29 dicembre - William Gaddis, scrittore statunitense († 1998)
- 29 dicembre - Heinz Marquardt, aviatore tedesco († 2003)
- 29 dicembre - Mino Trafeli, scultore e partigiano italiano († 2018)
- 30 dicembre - Rosalind Cartwright, neuroscienziata statunitense († 2021)
- 30 dicembre - Jane Langton, scrittrice e illustratrice statunitense († 2018)
- 30 dicembre - Lucien Lazaridès, ciclista su strada greco († 2005)
- 30 dicembre - Haydée Santamaría, guerrigliera e politica cubana († 1980)
- 30 dicembre - Franco Sartori, storico italiano († 2004)
- 30 dicembre - Marc Sleen, fumettista belga († 2016)
- 30 dicembre - Don Stoker, allenatore di calcio e calciatore inglese († 1985)
- 31 dicembre - Asbjørn Andersen, calciatore norvegese († 1970)
- 31 dicembre - Tomás Balduíno, vescovo cattolico brasiliano († 2014)
- 31 dicembre - Alberto Bonaretti, calciatore italiano († 1963)
- 31 dicembre - Emilio Giubellini, partigiano italiano († 1945)
- 31 dicembre - James Ling, imprenditore statunitense († 2004)
- 31 dicembre - Gustavo Magariños, cestista e diplomatico uruguaiano († 2014)
- 31 dicembre - Theodoros Stamos, pittore statunitense († 1997)
- 31 dicembre - Sonny Wood, cestista statunitense († 1970)